# Myxidium incurvatum
Myxidium incurvatum is een microscopische parasiet uit de familie Myxidiidae. Myxidium incurvatum werd in 1892 beschreven door Thélohan. 